# Atakan Karazor
Atakan Karazor (Essen, 13 oktober 1996) is een Turks-Duitse voetballer die als middenvelder speelt.

## Clubcarrière
Na te hebben gespeeld in de jeugdopleidingen van zijn thuisstadclub Schwarz-Weiß Essen en het nabijgelegen VfL Bochum, werd Karazor aangetrokken door het tweede team van Borussia Dortmund. Na een korte periode bij Holstein Kiel maakte hij in 2019 voor 800 duizend euro een transfer naar VfB Stuttgart. Voorafgaand aan het seizoen 2024/25 werd hij de nieuwe aanvoerder van het team.

## Interlandcarrière
Karazor werd nooit opgeroepen voor een nationaal jeugdelftal, ondanks dat hij speelgerechtigd was voor zowel de Duitse nationale jeugdelftallen als de Turkse nationale jeugdelftallen.
Kort voor zijn 28e verjaardag werd Atakan Karazor voor het eerst opgeroepen door het Turks voetbalelftal.
1 Bredlow ·
2 Al-Dakhil ·
3 Hendriks ·
4 Vagnoman ·
5 Keitel ·
6 Stiller ·
7 Mittelstädt ·
8 Millot ·
9 Demirović ·
10 El Bilal ·
11 Woltemade ·
13 Krätzig ·
14 Jaquez ·
15 Stenzel ·
16 Karazor  ·
17 Diehl ·
18 Leweling ·
19 Faghir ·
20 Stergiou ·
21 Drljača ·
22 Kastanaras ·
23 Zagadou ·
24 Chabot ·
26 Undav ·
27 Führich ·
28 Nartey ·
29 Jeltsch ·
32 Rieder ·
33 Nübel ·
40 Raimund ·
41 Seimen ·
45 Chase ·
Coach: Hoeneß